# 李鄭屋
李鄭屋是香港九龍深水埗區的一個地方，西南面與長沙灣連接、南面與菴由及深水埗連接，以青山道作分界，西北面與蘇屋連接，以長發街為界，東北面與大窩坪連接、東面與石硤尾連接，以大埔道為界。現時一般人普遍視李鄭屋及蘇屋為長沙灣一部分，而不視其為獨立的地方，與深水埗區內元洲、塘尾情況相似。
李鄭屋一帶原是李姓與鄭姓的人的屋村，即李屋村和鄭屋村。1950年代初，該處曾成為寮屋區。1955年，政府在李鄭屋開拓成徙置區時，意外地發現古墓，現稱李鄭屋漢墓博物館。1980年代，香港房屋委員會決定將李徙置區分區重建成當時的新型公共屋邨，即現時的李鄭屋邨。

## 以其命名的建築
- 李鄭屋邨
- 李鄭屋漢墓博物館
- 李鄭屋官立小學
- 李鄭屋游泳池